# Famille de la gastrine
La famille de la gastrine (également appelée famille de la gastrine-cholécystokinine) comprend les hormones peptidiques gastrine et cholécystokinine.La gastrine et la cholécystokinine (CCK) sont des hormones peptidiques apparentées structurellement et fonctionnellement qui servent de régulateurs dans divers processus digestifs et comportements alimentaires. Des membres supplémentaires de cette famille, qui sont structurellement apparentés,   comprennent le peptide caeruléine de la peau des  amphibiens, les peptides leukosulphakinine I et II  (LSK) du cafard, Drosophila melanogaster CCK-homologues putatifs Drosulphakinins I et II, la cionine, un peptide gastrine-cholécystokinine du poulet  et la cionine, un neuropeptide du protochordé Ciona intestinalis. 
La gastrine et la CCK sont d'importants régulateurs hormonaux connus pour induire la sécrétion gastrique, stimuler la sécrétion pancréatique, augmenter la circulation sanguine et la sécrétion d'eau dans l'estomac et l'intestin et stimuler la contraction des muscles lisses. À l'origine, découvertes dans l'intestin, il a depuis été démontré que ces hormones étaient présentes dans diverses parties du système nerveux. 
Comme beaucoup d'autres peptides actifs, ils sont synthétisés sous forme de précurseurs protéiques plus importants, qui sont ensuite convertis par voie enzymatique en leurs formes matures. Ils existent sous plusieurs formes moléculaires en raison de différents traitements post-traductionnels spécifiques à chaque tissu. 
L'activité biologique de la gastrine et de la CCK est associée aux cinq derniers résidus C-terminaux. A une ou deux positions en aval se trouve un résidu de tyrosine sulfaté conservé. 

## Protéines humaines de cette famille
CCK: cholécystokinine  
GAST: gastrine 